# 南シュレースヴィヒ選挙人同盟
南シュレースヴィヒ選挙人同盟（みなみシュレースヴィヒせんきょにんどうめい、ドイツ語: Südschleswigscher Wählerverband, 略称：SSW デンマーク語: Sydslesvigsk Vælgerforening, 北フリースラント語:Söödschlaswiksche Wäälerferbånd）は、ドイツのシュレースヴィヒ＝ホルシュタイン州北部を地盤とする地域政党。同州はデンマークと国境を接しており、SSWは同州に多いデンマーク系住民を支持母体としている。

## 概要
シュレースヴィヒ地方はドイツとデンマークにまたがり、南部はドイツに帰属した（シュレースヴィヒ＝ホルシュタイン問題）。SSWは主に少数民族であるデンマーク系や北フリースラント住民の利害を代表する。政治的な立場はキリスト教民主同盟（CDU）と社会民主党（SPD）の中間に位置し、北欧諸国の政治や経済、社会に学ぶことを主張し、地方分権で有権者に近い政治を志向している。
シュレースヴィヒ＝ホルシュタイン州議会においては、少数民族を代表するとして、議席を保有するために必要な得票率である5％条項（阻止条項）の対象から免除されている。1960年代から1980年代にかけて、州議会で1議席を保有できたのは、このためである。連邦議会でも5％条項の対象外とされているが、当選の可能性や費用負担への懸念から立候補者を出すことは限定的であった。シュレースヴィヒ地方の市町村議会では、一定の影響力を有している。
1949年連邦議会選挙では1議席を確保した。
2012年の州議会選挙においては3議席を確保し、22議席のSPD、10議席の緑の党と合わせて35議席で連立与党を形成した。三党のシンボルカラーである赤、緑、青にちなんで「デンマークシグナル」と呼ばれている。SSWが州政治を担当するのは初めてで、法務・欧州・文化担当大臣として女性のアンケ・スポーレンドンク（Anke Spoorendonk）が出ている。2017年の州議会選挙でも3議席（得票率3.3%）を獲得した。
2021年連邦議会選挙では60年ぶりに候補者を擁立し、1議席を獲得した（上述のように少数民族政党であるため阻止条項が適用されない）。デンマーク系だけでなく、風力発電などによるエネルギー供給地でありながら電気代が高く道路整備が遅れている州の現状是正、他の少数民族（シンティ・ロマ人やソルブ人）の権利擁護を訴え、デンマーク系の枠を越えた支持を獲得した。2025年2月23日に執行された連邦議会選挙でも、引き続き1議席を獲得した。